# ドイツ戦争墓地維持国民同盟
社団法人 ドイツ戦争墓地維持国民同盟 (ドイツ語: Volksbund Deutsche Kriegsgräberfürsorge e. V., 略称：VDK) は、ドイツの公益法人である。1919年12月16日に設立され、人道的な課題を担っている。事業内容は「ドイツ国外」の戦争と暴力支配の犠牲者の墓地（Kriegsgräberstätte, 戦争墓地）の維持管理である。維持管理する墓地は26か国832か所に及び、そこには第一次世界大戦、第二次世界大戦の260万人の犠牲者が葬られている。この他にもドイツの植民地時代、また普仏戦争 (1870/71)、デンマーク戦争 (1848/51, 1864) の墓地や記念碑の維持管理を行っている。

## 創設の1919年

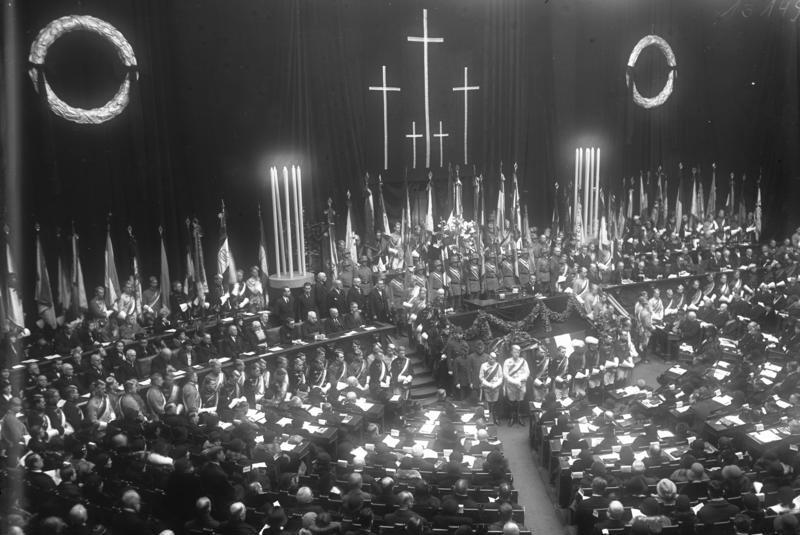
創成期：帝国議会議事堂での追悼式典、1932年2月21日

第一次世界大戦後の1919年9月10日、ベルリンで8人が集まり、ドイツの戦争墓地に関する団体を結成した。その中の建築家ハインリヒ・シュトラウマーは、既に戦争の終わり頃には墓地の管理に従事しており、またジークフリート・エモ・オイレンは、戦争中にポーランドとトルコで戦争墓地の設立と管理を組織していた。
12月16日にドイツ戦争墓地維持国民同盟が、ヴェルサイユ条約第224条を根拠に設立された。初代代表はヨーゼフ・ケート退役大佐であった（1923年まで）。8月23日にオイレンは「国際戦争墓地維持」規約案を作成した。本部はジュネーヴに置くものとされたが、これは国際連盟との緊密な協働を可能にするためであった。しかしこの計画は実現しなかった。
当時のドイツ政府には、政治的にも経済的にも、国外にある戦死者の墓地を維持管理する状態になかった。帰還兵、犠牲者の遺族、その他の市民は方策を探して、 この多くの者にとって耐え難い事態を変えようとした。国外の戦争墓地の保全のために、ドイツでは既に複数の団体が設立され、墓地の維持管理と遺族への情報提供に従事していた。バイエルン州では9月14日設立の「ドイツ戦争墓地保護連盟 (Deutscher Kriegsgräber-Schutzbund)」、ブラウンシュヴァイクで は「社団法人ドイツ戦争墓地調査保存協会 (Verein zur Erforschung und Erhaltung Deutscher Kriegsgräber e. V.)」、ザルツヴェーデルには「ドイツ戦争墓地関心者協会 (Deutsche Kriegsgräber-Interessenten-Vereinigung)」、ハーゲンには「郷土感謝同盟 (Bund Heimatdank)」があった。

## 会員、支部

### ヴァイマル共和国
1921年には地方支部が300か所、会員は3万人であった。創設10周年を迎えた1929年には、会員は13万3,033人に増加した。

### ナチス時代
国民連盟の姿勢は順応を旨とするものであったため、ナチ党が権力を掌握した1933年には規約を改定して、第一次世界大戦の死者の他にも、ナチスのいわゆる殉教者やドイツ義勇軍による戦後闘争の死者も活動内容に組み入れた。こうして国民同盟は、ナチズムの英雄顕彰に奉仕したのであった。強制的同一化の一環としてエモ・オイレンは、ナチズムの指導者原理に従い連盟指導者 (Bundesführer) となった。
ナチス時代に会員数は劇的に増加した。1934年には支部は1,830か所、会員は15万1,110人であったが、1936年には支部は4,747か所、会員は29万5,000人、1943年には会員数は99万3,572人に達した。VDKは1930年代に多大な恩恵に浴し、いわゆるトーテンブルクを建立した。例としてオーバーシュレージエンのザンクト・アンナベルク、北イタリアのクエーロ（ピアーヴェ川の戦いで戦死した約4,000人のドイツ兵のためのもの）がある。
ベルリンの本部は1944年2月15日に破壊され、国民同盟は敗戦の1945年に解散し、ドイツ民主共和国（東ドイツ）では再建が禁止された。

### ドイツ連邦共和国（西ドイツ）
1946年、オルデンブルクに仮事務所が設立され、ヴィルヘルム・アールホルンが組織再建のために尽力した。国民同盟はバイエルン州内務省に団体再建を申請し、1947年9月4日に許可された。1948年5月には事務所をニーンブルク・アン・デア・ヴェーザーに移転した。ジュネーヴ条約の追加条約では、戦没者の永遠の安息権 (Ruherecht) が保証された。
1951年5月にはニーンブルクからカッセルへ移転した。1952年にドイツ連邦議会では「戦争墓地保護法 (Gesetz über die Sorge für Kriegsgräber)」が可決された。以来、ドイツ国外の戦争墓地は国民同盟が、国内の戦争墓地は各州が管轄することになっている。1956年には約60万人の会員が活動していた。改葬事業には1958年にドイツ人が117人、外国人が150人従事した。1966年から国民同盟は第一次世界大戦と1870年から1871年までの普仏戦争の戦争墓地も維持管理するようになった。

### ドイツ再統一
ドイツ再統一後の1991年、新連邦州では全5州にそれぞれ州連合会とその下部に郡連合会が設立された。西ベルリンと東ベルリンはベルリン州連合会にまとめられた。新連邦州の会員数は約1万3,000人であった。会員は亡くなった肉親に関する情報提供を受け、自治体は当地の戦争墓地の維持管理について助言を受けた。
1995年に国民連盟は、総計34か国の459か所の戦争墓地にある160万墓の墓に維持管理事業を行った。

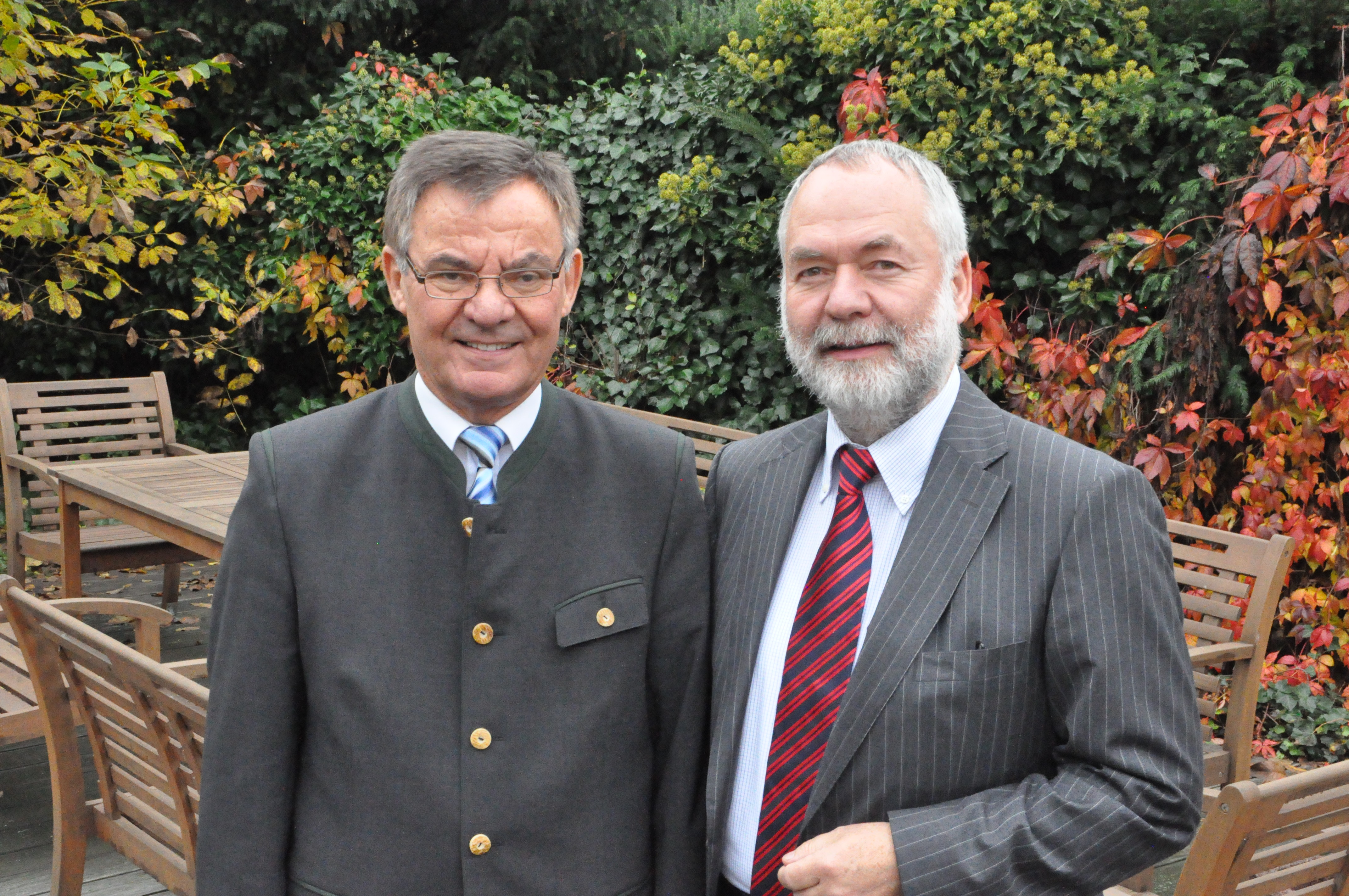
国民連盟代表（写真右）と前任の（写真左）

### 現在の組織構成
国民同盟の本部はカッセルに置かれている。
後援者は現職の連邦大統領である。国民同盟の代表は2013年10月12日からマルクス・メッケルである。連邦理事会は国民同盟の事業を指導する。社団に関する法律の意味での会員総会は連邦代表者会議という。事務総長は連邦理事会の議決権を有する理事であり、議決を実行に移し、国民同盟の進行中の事業を指揮する。
国民同盟の活動はドイツ連邦共和国の委託、また外務省の公費を受けたものである。
ドイツ連邦共和国の各州には州連合会がある。その下部には24の地方連合会、295の郡連合会、4,903の地区連合会がある。各州の連合会には青年活動部会 (Jugendarbeitskreise, JAK) が置かれ、これは青年や若年成人によるものであり、常勤の青年担当者によって統括されている。青年活動部会は合計14あり、墓地の手入れ、国際ワークキャ ンプと広報活動の運営を行っている。
国民同盟の2014年の会員は10万7,203人であり、会費を納入している。その内ドイツ国内が10万5,989人、オーストリアが541人、その他の外国が673人であった。2014年の寄付者は合計25万3,040人であった。その内25万702人が国内、1,264人がオーストリア、1,074人がその他の外国であった。退会者または死亡者数は、新規会員数よりも大きい。

## 運営費
国民同盟の運営費、また事業費は、ほとんどが会員費、寄付金、募金で賄われている。その他は連邦と州からの交付金である。さらなる資金獲得のために、2001年に「追悼と平和 (Gedenken und Frieden)」財団が設けられた。

## 活動内容
規約に則った義務、すなわち戦争と暴力の犠牲者への追悼を堅持し、諸国民のもとの平和を維持し、人間の尊厳を尊重することに基づき、国民同盟はその事業を行っている。

### 戦没者、戦争墓地、戦争捕虜墓地
- 46カ国と相互協定を結び[2]、ドイツ国内にある外国人の戦争墓地に関する照会に応じている[12]。
- 「国外」の戦争墓地の新設、修繕、維持管理は、ドイツ連邦政府の委託を受けて、墓地維持管理及び営繕担当者によって行われている。2010年には、第一次世界大戦と第二次世界大戦の330か所の戦争墓地、また1870年–1871年の普仏戦争の800か所以上の墓所や記念碑が修繕された[13]。
- ベルリンに所在するドイチェ・ディーンストシュテレ（ドイツ語版）（旧：戦争損害及び戦争捕虜のためのドイツ国防軍調査所 – WASt）と協力して、またその記録の調査も行っている。この部局では、第二次世界大戦に動員された兵士のデータと認識番号を管理している。国民同盟はこの他の捜索機関とも連携している。例えばドイツ赤十字社の行方不明者捜索機関（ドイツ語版）である。国民連盟はこれらの機関に改葬記録をさらなる身元確認のため（例えば認識票を手掛かりとする）、または書類の更新のために提供している。
- 改葬事業は、東ヨーロッパ、ドイツ、西ヨーロッパで、戦没者を点在する埋葬地点から別の場所の墓地に集約して改葬する。1991年以降、国民連盟は79万6,053人の戦没者を82か所の戦争墓地に改葬している[14]。2013年だけでも3万6,943件の改葬が行われた[2]。戦没者が発見されるのは、WASt、当時を知る者の証言、参戦者が撮影した当時の埋葬地の写真がきっかけとなるが、時として偶然に建設工事や道路工事で発見されることがある[13]。行方不明者の氏名は、例えばロソシュカ・ドイツ戦争墓地（ドイツ語版）では、大きなサイコロ状の花崗岩に遺族のために、そして後世のために刻まれている。
- 身元不明の戦没者を後に身元確認するために、改葬事業では改装台帳に発見場所、認識票（現存している場合）、残存衣服、遺品、身長、骨格の特徴、歯型が記録される[15]。
- 推定6,200か所の戦争捕虜墓地の内、180か所が再建されている（2011年時点）。戦争捕虜墓地の全てが必ずしも保存されなくとも、選ばれた施設で収容中に死亡した戦争捕虜を追悼している[16]。

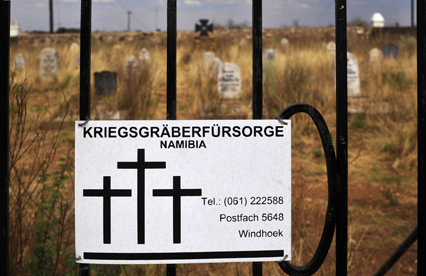
セーアイス（ドイツ語版）にある1904年のヘレロ戦争でのドイツ戦死者墓地（ナミビア）
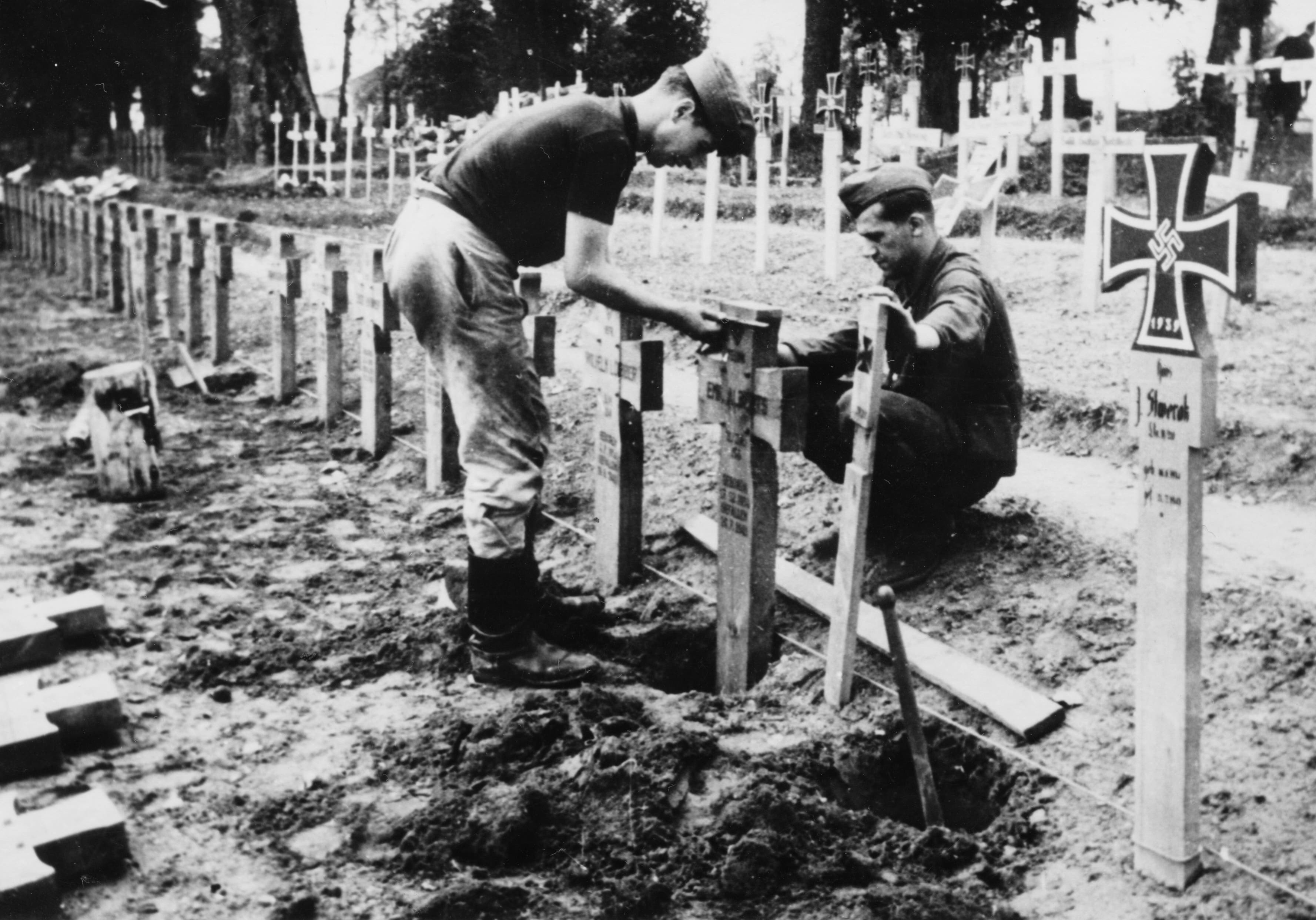
第二次世界大戦中に「英雄墓地 (Heldenfriedhof)」を造営するドイツ兵
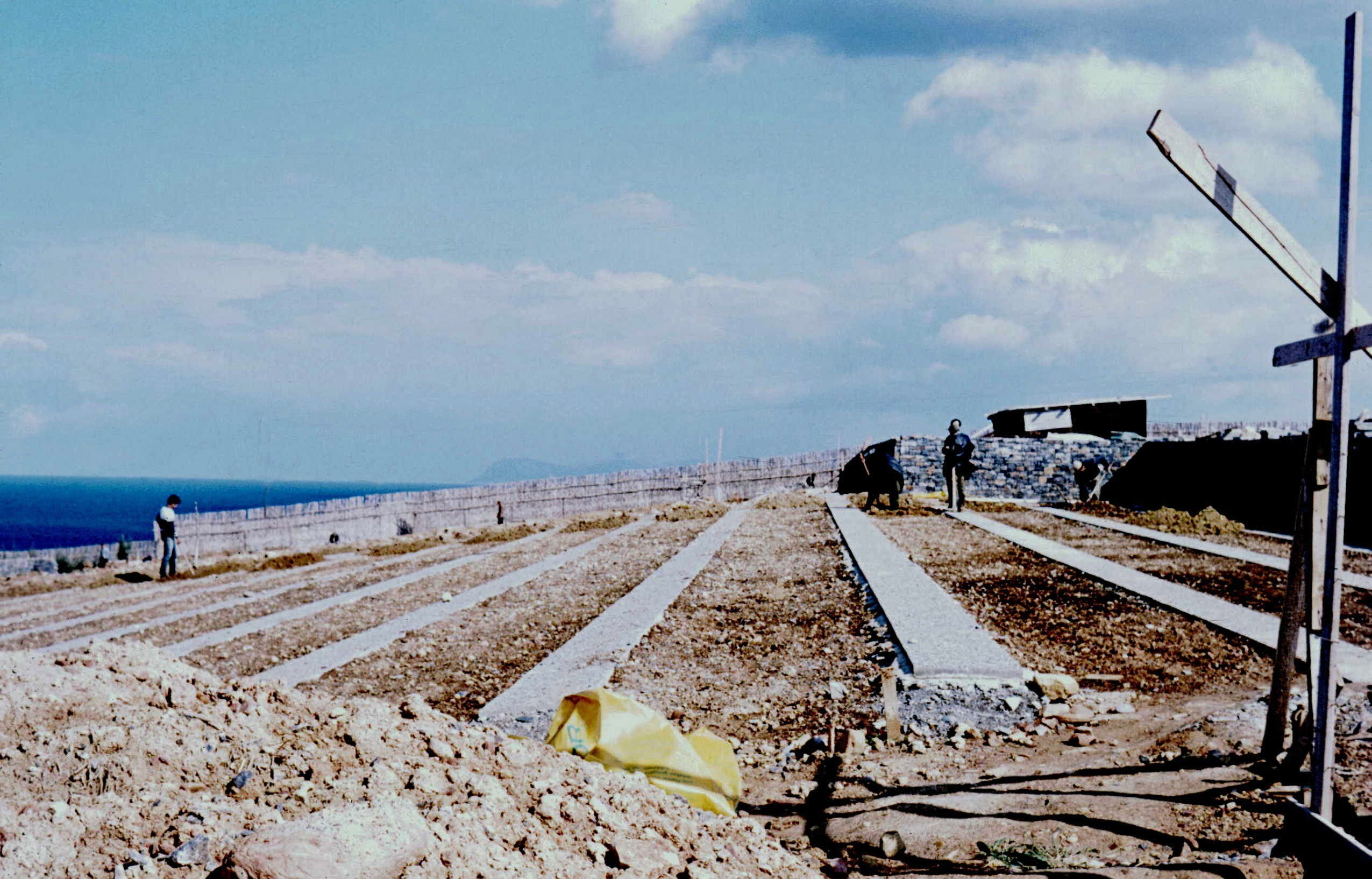
クレタ島マレメ（ドイツ語版）にあるドイツ軍人墓地（ドイツ語版）の造営（1973年、ギリシア）
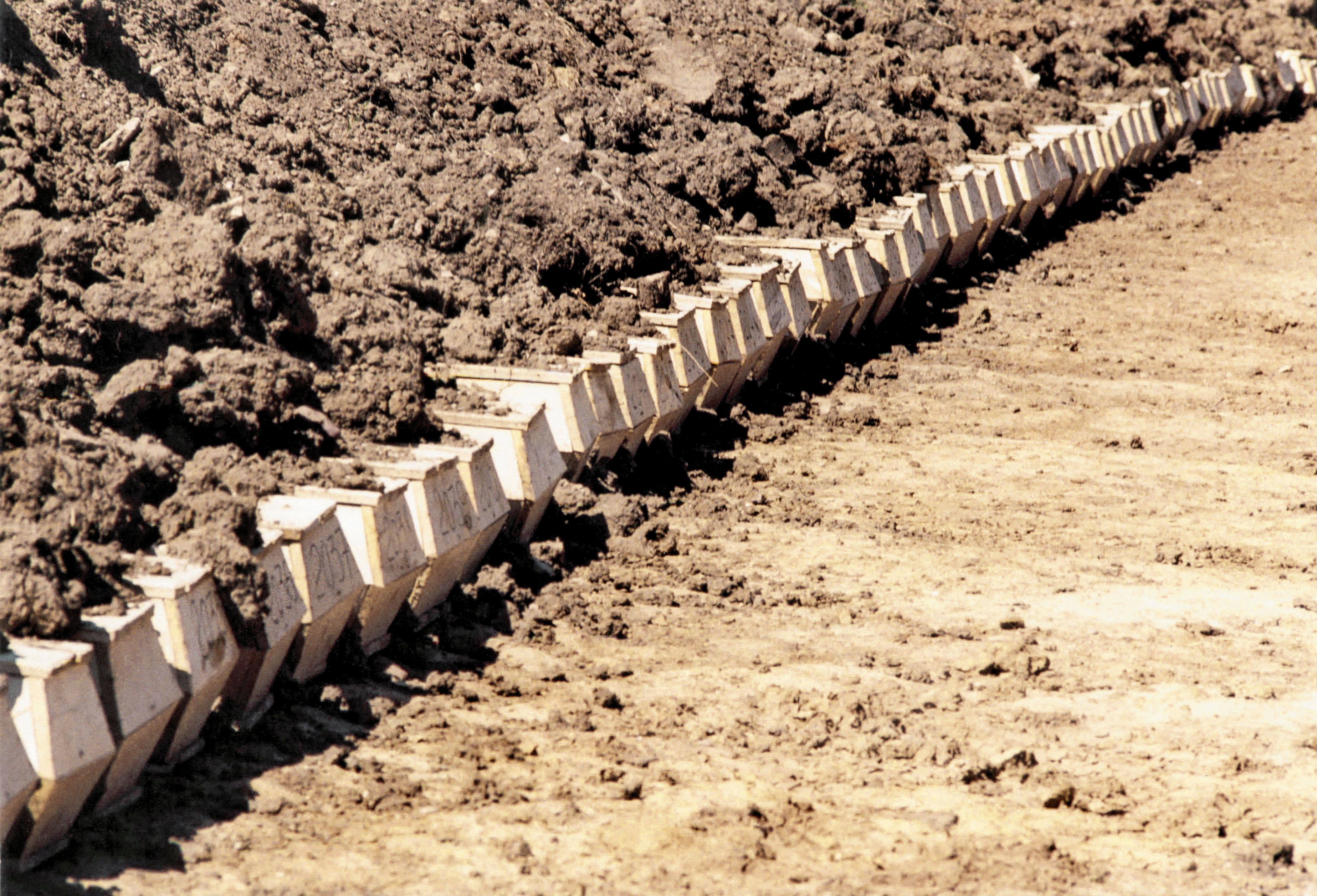
チェルニャホフスクにあるドイツ軍人墓地（ドイツ語版）で埋葬前の共同墓穴（ロシア）
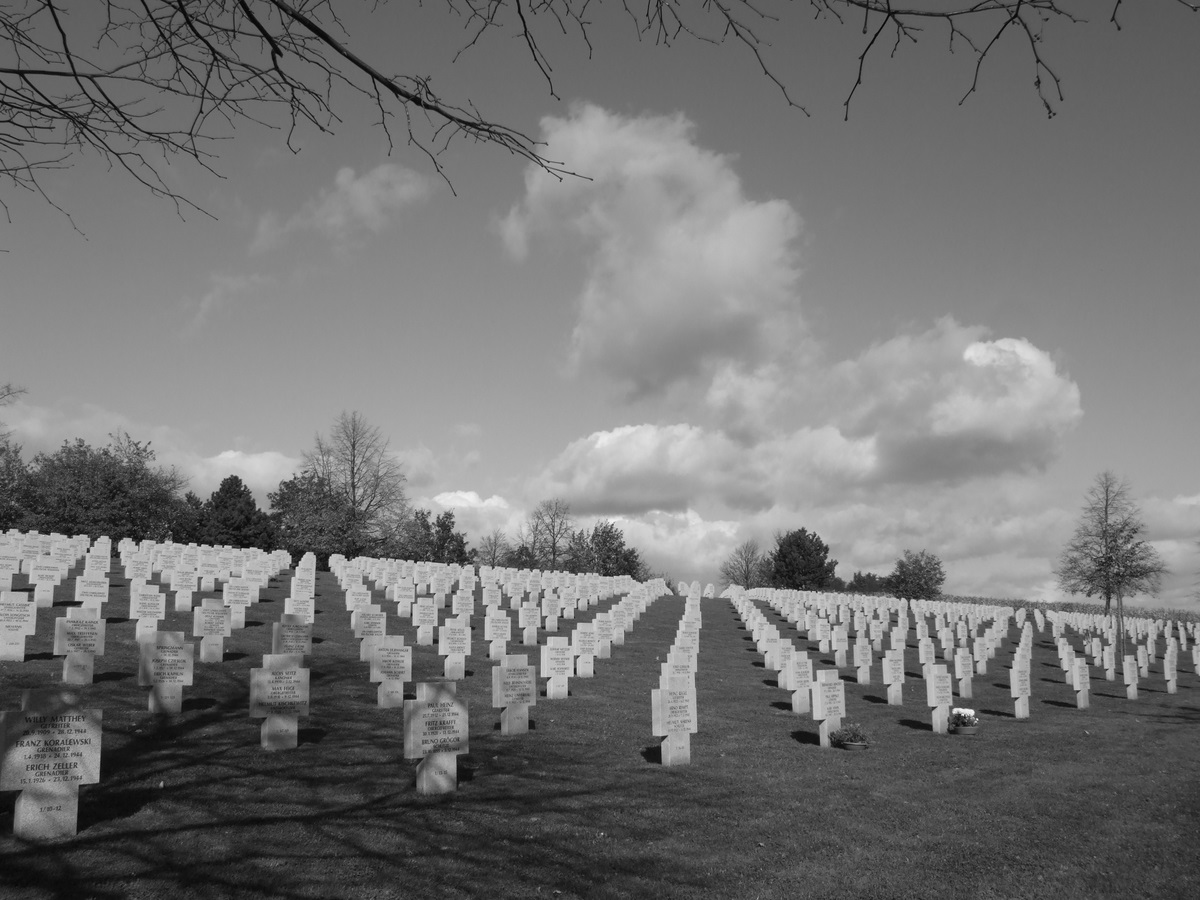
ベルガイム（ドイツ語版）の軍人墓地（フランス）
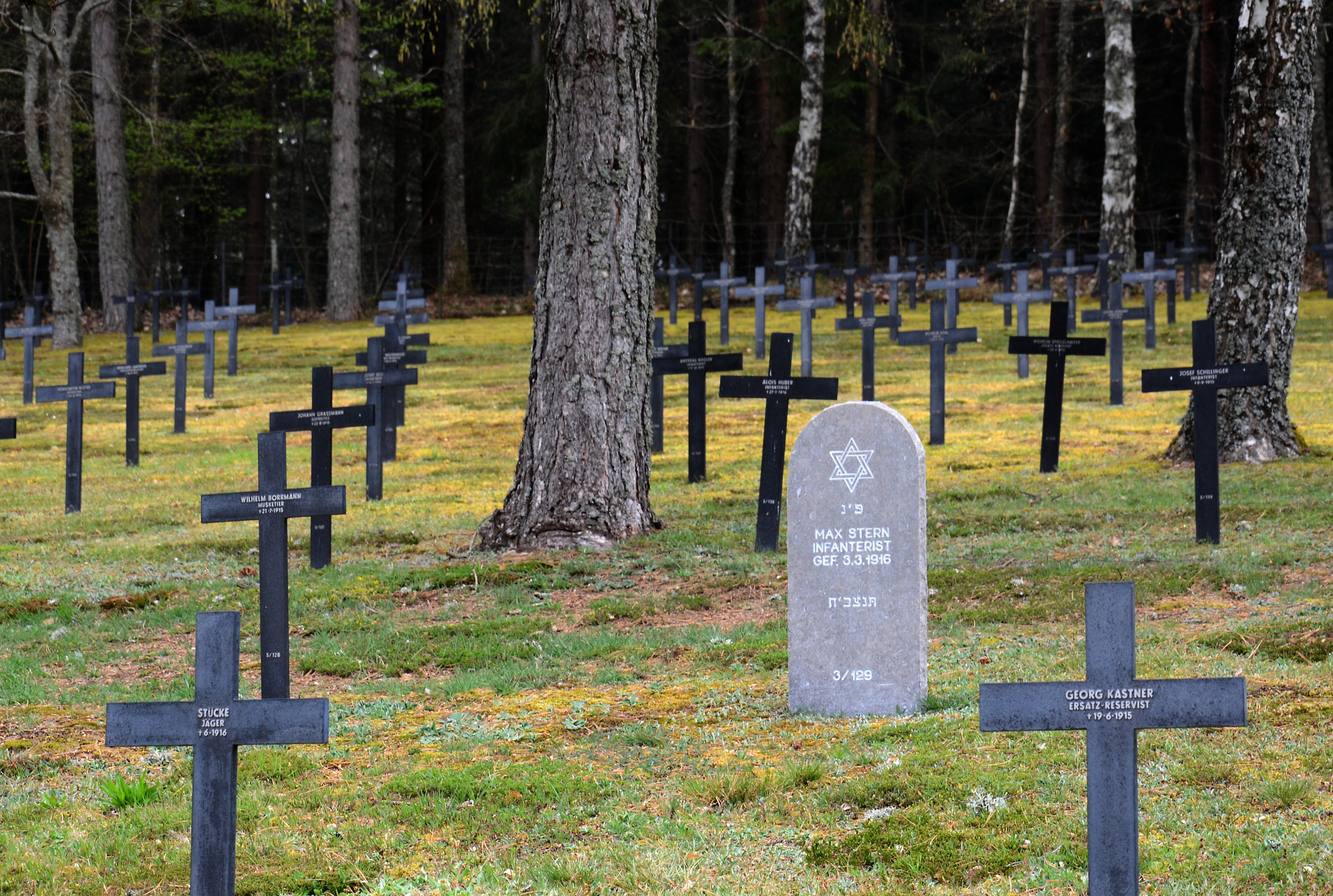
ブライテンバッハ＝オー＝ラン（ドイツ語版）の軍人墓地（フランス）
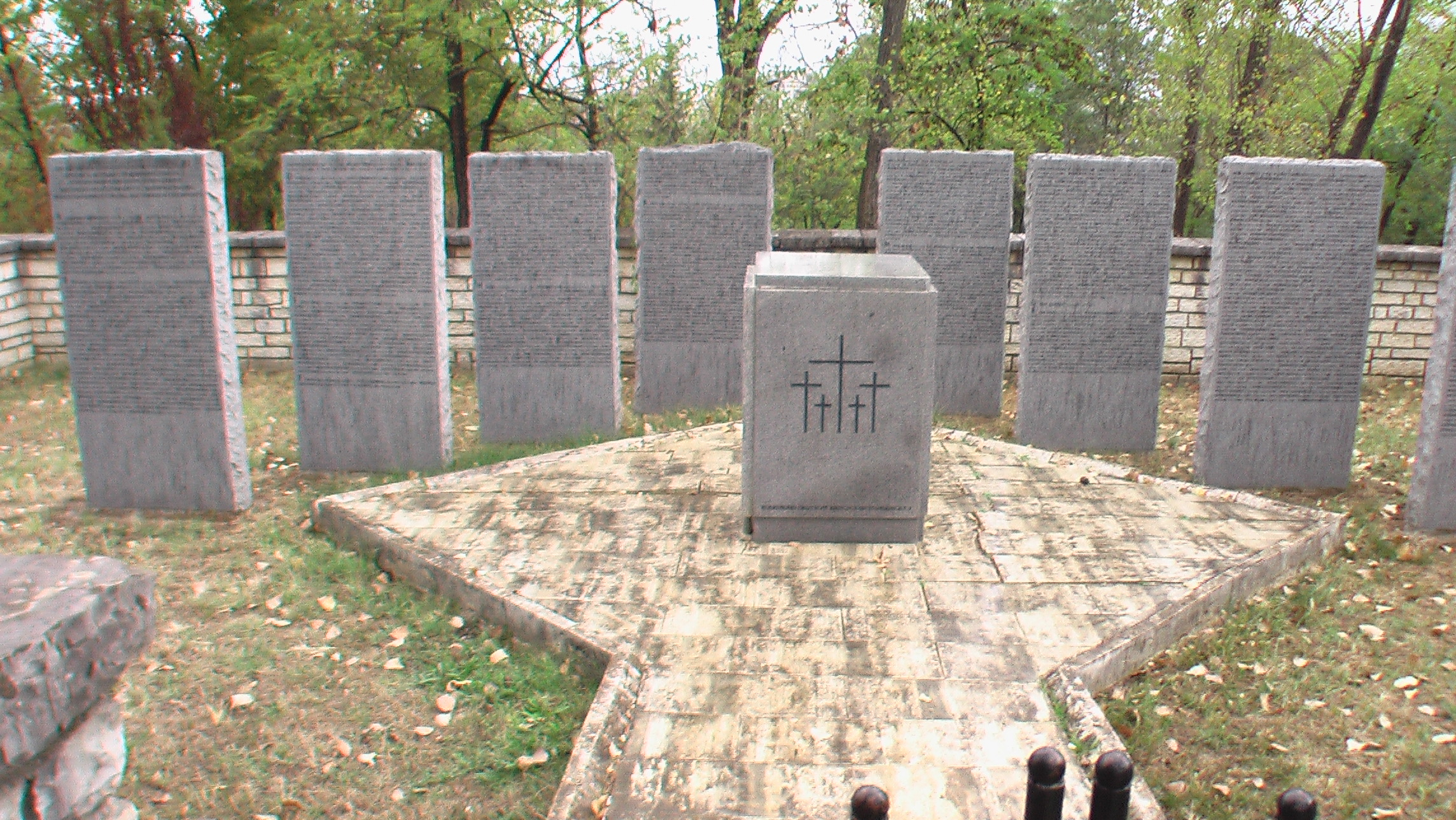
ティラナのドイツ軍人墓地（アルバニア）
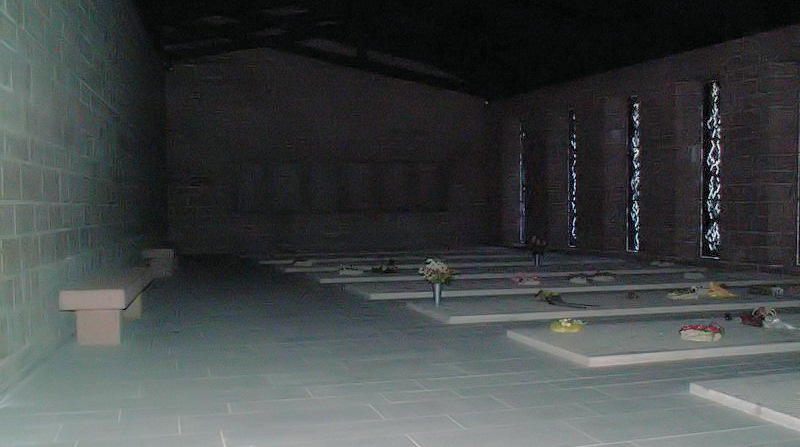
VDKが維持管理するロヴァニエミ/ノルヴァイェルヴィ（英語版）のドイツ軍人墓地（フィンランド）
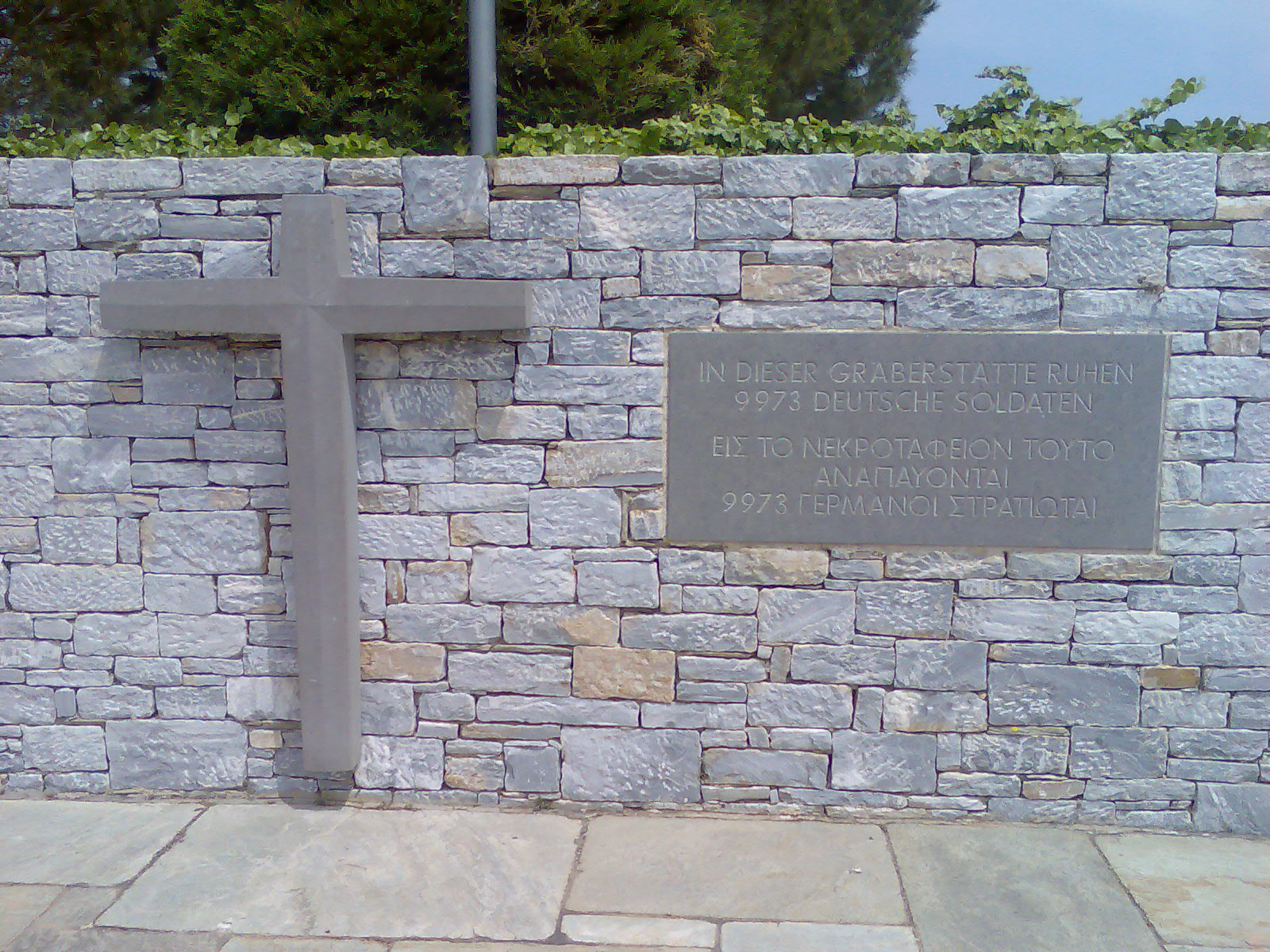
ディオニュソス（英語版）にあるドイツ軍人墓地の入り口にある銘版（ギリシア）
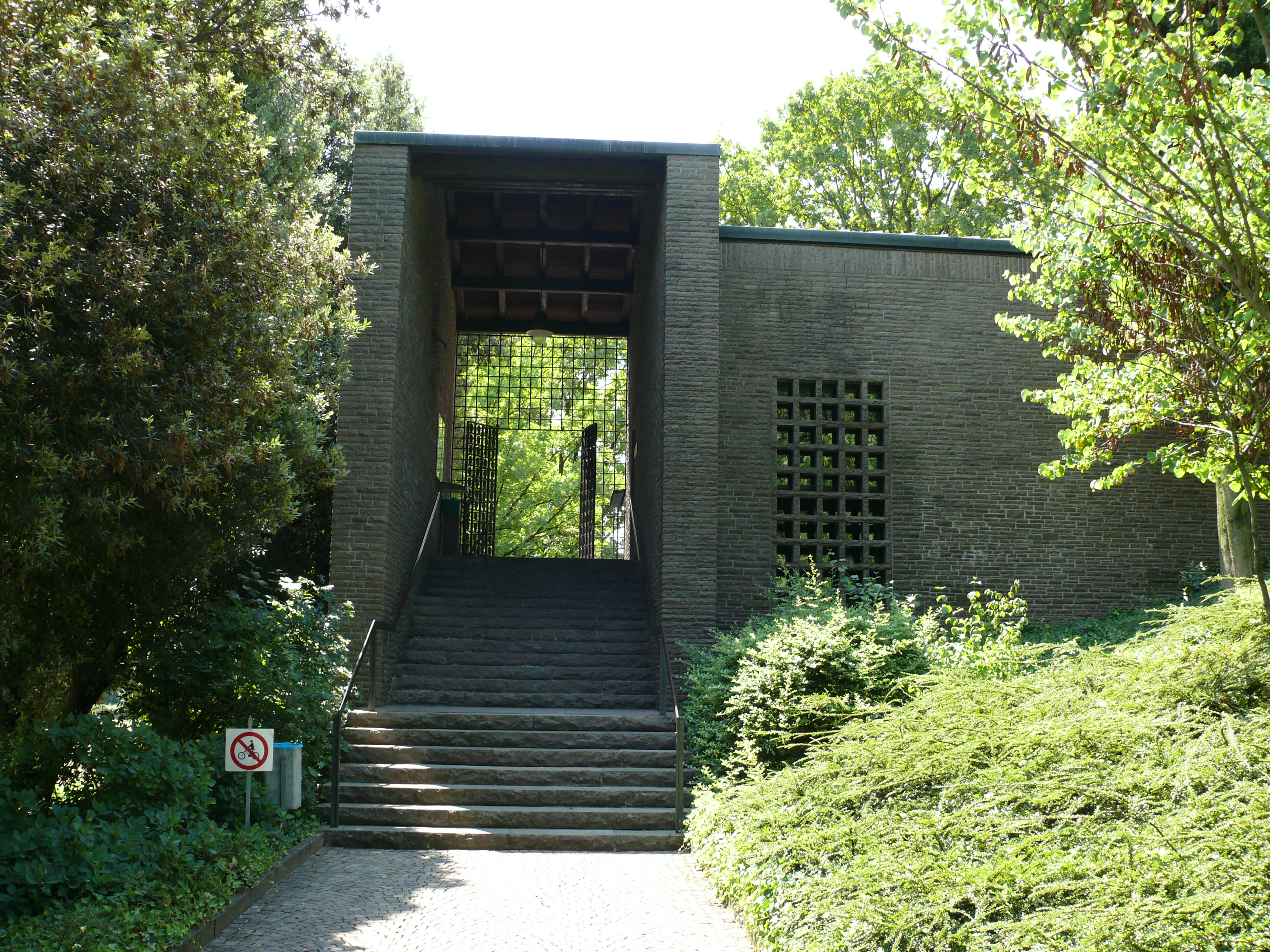
コステルマーノのドイツ軍人墓地の入り口（イタリア）
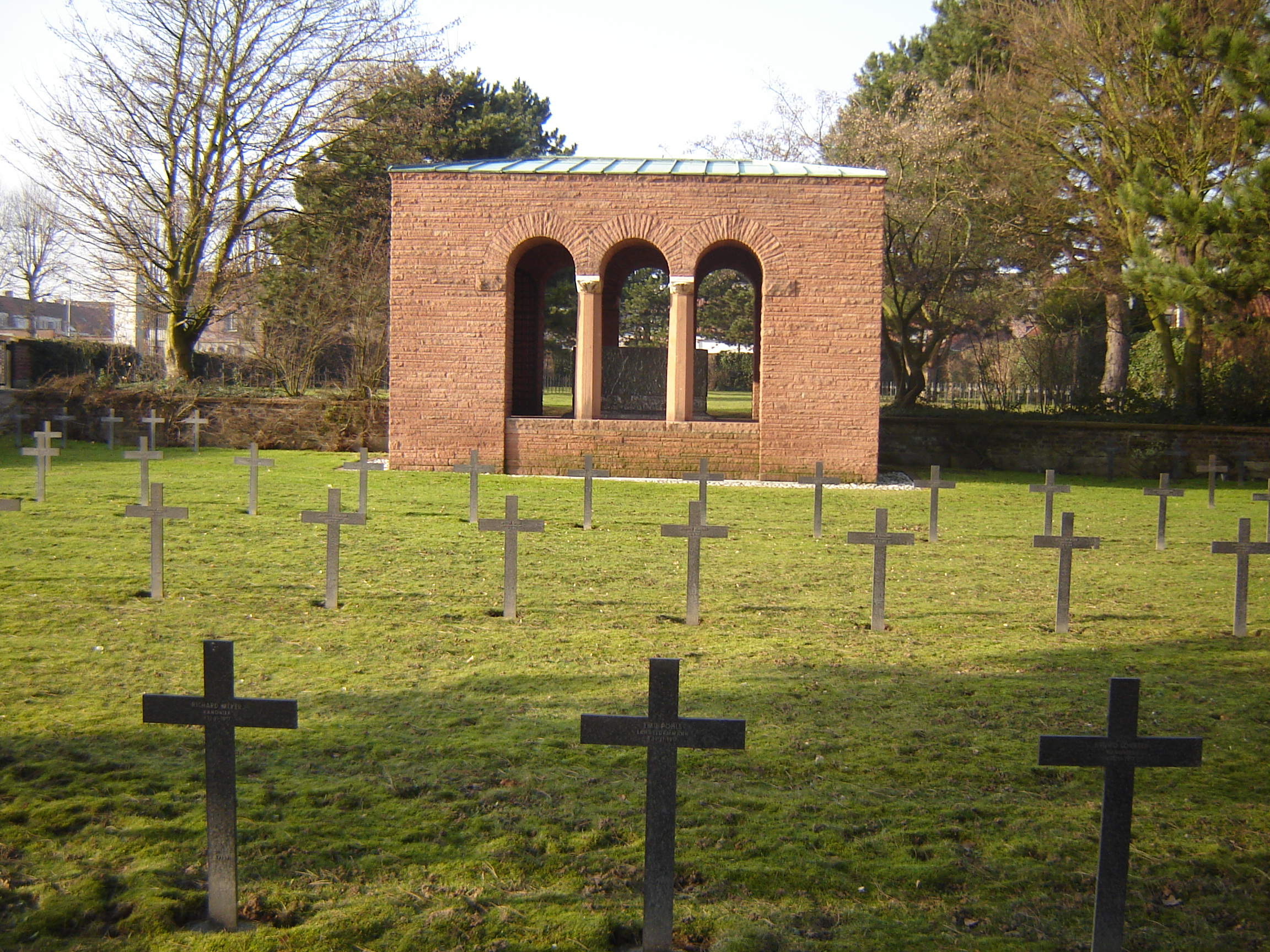
アルアン（ドイツ語版）のドイツ軍人墓地（フランス）
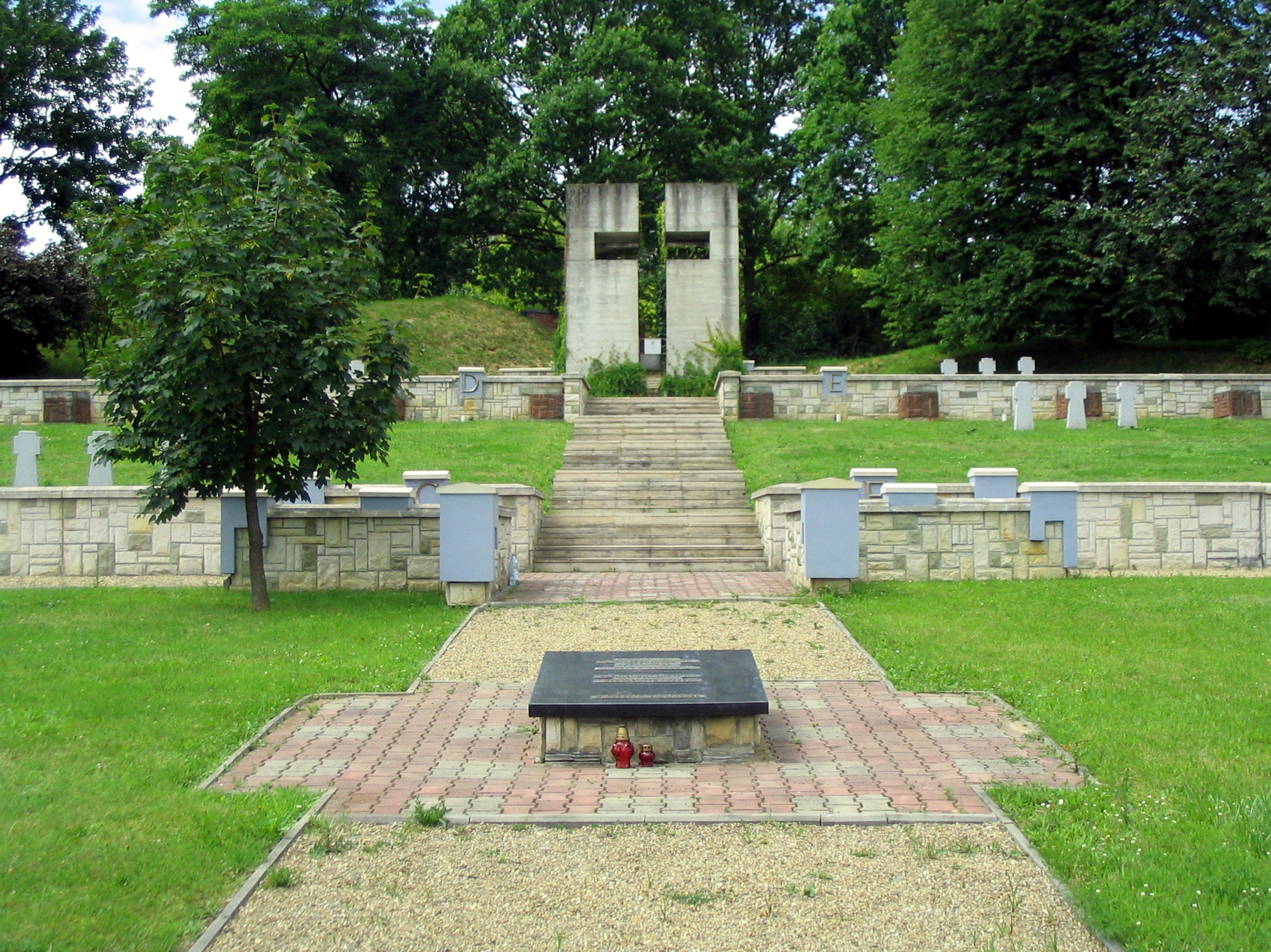
プシェムィシルのドイツ軍人墓地（ポーランド）

### 国内部署への助言
「国内」の自治体墓地にある戦争や暴力支配に由来する墓は、埋葬法の規定により、ドイツ戦争墓地維持国民同盟によってではなく、公費によって管理されている。死者には永遠の安息権がある。遺族が私的に管理する墓はこれには含まれない。
国民同盟は「国内」の部署に、整備や改修について、また埋葬法に関連する法的問題について助言している。国内には第一次世界大戦、第二次世界大戦のドイツ人、外国人を併せた戦没者180万人の墓がある。国民同盟が自国内のドイツで担当するのは以下の施設のみである。メクレンブルク＝フォアポンメルン州のゴルム/カミーンケ、ブランデンブルク州のハルベ森林墓地、バーデン＝ヴュルテンベルク州のメーアスブルク＝レルヒェンベルクドイツ戦争墓地である。ここには第一次世界大戦で死亡し、スイスから運ばれたドイツ兵69名が埋葬され、両世界大戦の行方不明者の追悼施設として維持管理されている。

### 遺族への対応
- 遺族支援担当者は、戦争墓地の調査、戦時中の行動の究明を支援し、遺族に情報を提供している。
- 国民同盟は、戦死者と行方不明者の名簿を作成し、西欧、東欧の戦争墓地にある追悼の場に置かれている。
- 戦争墓地訪問旅行を運営し、その際に追悼、開設の行事を行う。
- 墓石の装飾や墓の写真は、国民同盟に委託が可能であり、また墓地の名簿の抄本を注文することもできる。1999年には約80万人がドイツ戦争墓地を訪問している。

### 会員と寄付者への対応
- 会報『平和 (frieden)』（2012年までは『声と道－平和のための活動（Stimme & Weg – Arbeit für den Frieden)』は発行部数75万部で、発行は半年ごとである。内容は、追悼行事、墓地の手入れ、戦争墓地、戦争墓地訪問、ドイツ連邦軍や予備役軍人からの支援、当時を知る者の証言などである。
- ベルリンのオリュンピアシュターディオンの近くにあるヘーア通り森林墓地（ドイツ語版）には、寄付者の共同墓地があり、国民同盟、ベルリン州連合会が維持管理している[19]。

### 墓地の手入れと修繕

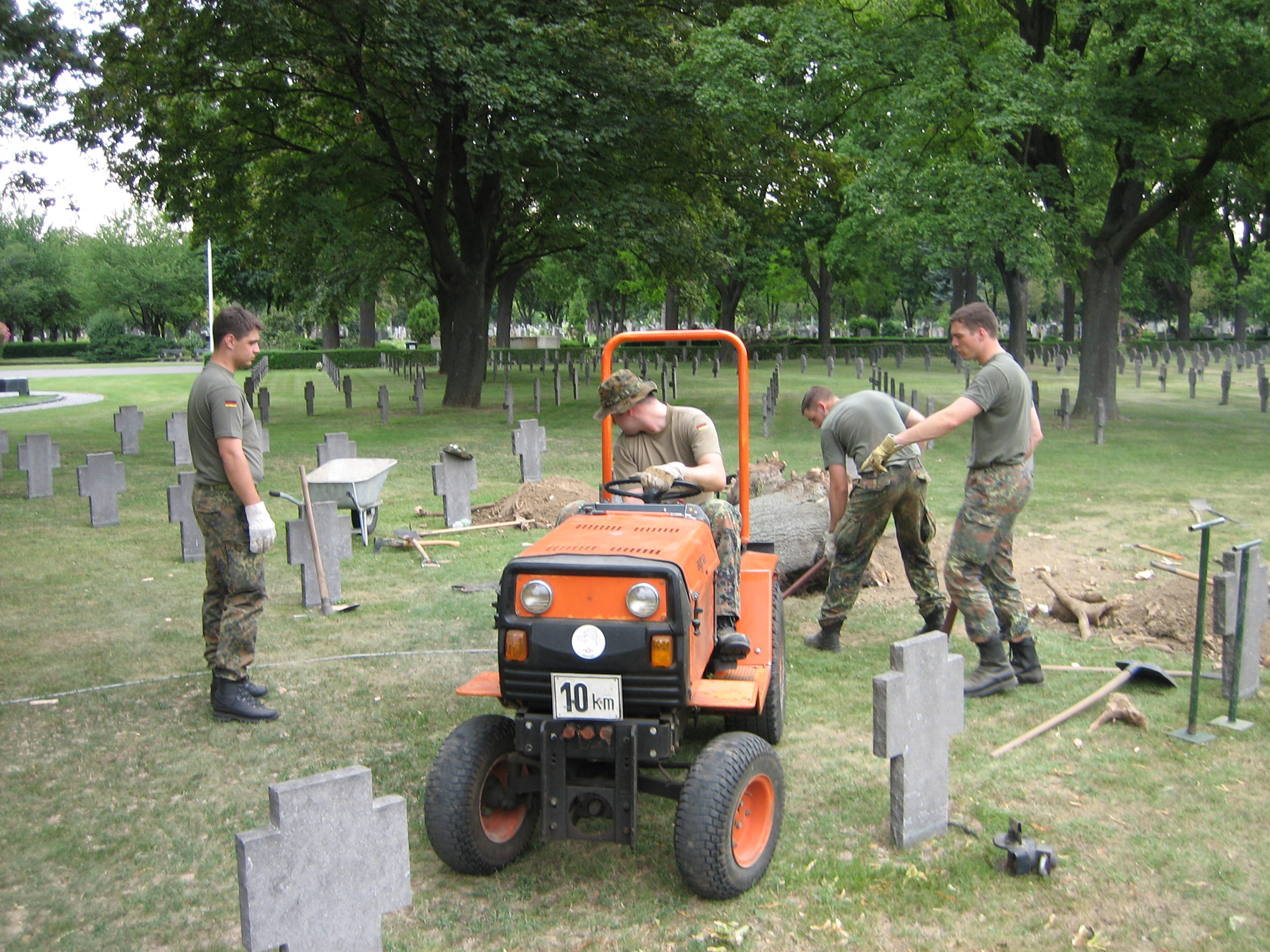
オーストリアのウィーン中央墓地で活動するドイツ連邦軍兵士

手入れは団体職員、企業、公社、教会、団体、個人によって行われる。定期的に墓地や墓石は無償で修繕され、ドイツ連邦軍、予備役軍人、技術支援隊隊員、老人会、青少年ワークキャンプの様々な国からの参加者である。手入れには、墓石の文字の塗り直しも含まれる。

### Gräbersuche online
国民同盟は第一次世界大戦、第二次世界大戦で戦死、または行方不明となったドイツ兵に関するオンラインデータバンクを開設している（2013年時点で460万件）。利用は無料であり、国民同盟 Gräbersuche online （「墓地検索オンライン」）からアクセス可能である。
データの大部分は第一次世界大戦、第二次世界大戦で戦死し、ドイツ戦争墓地に埋葬され、埋葬場所が判明したドイツ軍人のものである。約100万件のデータは第一次世界大戦のものである。データは初公開以来、大幅に拡充されてきた。近年では、第二次世界大戦で戦死し、埋葬場所が不明なドイツ軍人、また行方不明者のデータが拡充された。データの拡充にはベルリンのドイチェ・ディーンストシュテレが支援を行っている。
「国内」にある第一次世界大戦、第二次世界大戦の戦争墓地と戦没者もデータバンクに登録されている。2011年時点では、89万7,953人の氏名が判明している戦没者が、1万3,080か所の墓地や埋葬地に登録されている。この中にはドイツに送還された戦没者や郷土で死亡した者を含む。概して言えば、民間の墓地内に設けられた栄誉墓地 (Ehrenfriedhof) に埋葬された者が対象であり、個別の墓、又は家族の墓に埋葬された者は対象外となっている。
この他にも空襲の犠牲者、戦争捕虜、民間捕虜、第二次世界大戦でドイツ側で戦った外人兵、第二次世界大戦の前に死亡したドイツ国防軍の軍人も含まれている。
ドイツ軍人の生前の行動を照会したい場合は、書面かオンラインで埋葬地調査申請 (Grabnachforschungsantrag) を提出することができる。苗字だけでは同姓が非常に多いため、できる限り行方不明者の全ての名、生年月日を記入することが重要である。この他には、可能であれば死亡日、最後の所属部隊、最後に届いた通知が必要である。撤退戦では死者はもはや埋葬されないことがほとんどであった。第一次世界大戦の戦没者の詳細な文書は、第二次世界大戦中にベルリンで失われた。1945年2月に戦争損害及び戦争墓地のための中央調査局 (Zentralnachweiseamt für Kriegerverluste und Kriegsgräber, ZNA) の記録が、空襲で塵芥に帰したためである。

### Friedhofsuche online
国民同盟はドイツの戦争墓地の概要を作成している。掲載の全墓地には地理的位置、行き方、死者の数、地域の軍事的出来事、建築デザインが記載されている。

### 死者の追悼
以下の死者の追悼文は、毎年、国民哀悼の日の公式式典の際に連邦議会での主要式典（後援者たる連邦大統領による）、また国民同盟が主催する数多くの地域での追悼式典で読み上げられる。
日本語仮訳
「我々は今日、暴力と戦争の犠牲者、あらゆる国民の子供、女性、男性を思う。
我々は、両世界大戦で死んだ兵士、戦争行為、もしくはその後の抑留中に、追放者や難民として命を失った人々を偲ぶ。
我々は、異なる民族に属するとされ、異なる人種に分類され、もしくはその命を病気や障害のために生きるに値せずと判定されたがゆえに、迫害され、殺害された人々を偲ぶ。
我々は、暴力支配に対し抵抗したために命を落とした人々、信念や信仰を堅持したために死に至った人々を偲ぶ。
我々は、今日の戦争や内戦の犠牲者、テロリズムや政治的迫害の犠牲者、国外派遣中に命を失った連邦軍兵士やその他の部隊を悼む。
我々は今日また、我々のもとで外国人や弱者に対する憎悪や暴力の犠牲となった人々を偲ぶ。
我々は、その悲しみを背負う母親やあらゆる人々とともに死者を悼む。しかし我々の生は人々や諸国民の和解への希望の時代にあり、そして我々の責任は、家や世界で人々が平和であることに及ぶものである」。
ドイツ語原文
„Wir denken heute an die Opfer von Gewalt und Krieg, an Kinder, Frauen und Männer aller Völker.
Wir gedenken der Soldaten, die in den Weltkriegen starben, der Menschen, die durch Kriegshandlungen oder danach in Gefangenschaft, als Vertriebene und Flüchtlinge ihr Leben verloren.
Wir gedenken derer, die verfolgt und getötet wurden, weil sie einem anderen Volk angehörten, einer anderen Rasse zugerechnet wurden oder deren Leben wegen einer Krankheit oder Behinderung als lebensunwert bezeichnet wurde.
Wir gedenken derer, die ums Leben kamen, weil sie Widerstand gegen Gewaltherrschaft geleistet haben, und derer, die den Tod fanden, weil sie an ihrer Überzeugung oder an ihrem Glauben festhielten.
Wir trauern um die Opfer der Kriege und Bürgerkriege unserer Tage, um die Opfer von Terrorismus und politischer Verfolgung, um die Bundeswehrsoldaten und anderen Einsatzkräfte, die im Auslandseinsatz ihr Leben verloren.
Wir gedenken heute auch derer, die bei uns durch Hass und Gewalt gegen Fremde und Schwache Opfer geworden sind.
Wir trauern mit den Müttern und mit allen, die Leid tragen um die Toten. Aber unser Leben steht im Zeichen der Hoffnung auf Versöhnung unter den Menschen und Völkern, und unsere Verantwortung gilt dem Frieden unter den Menschen zu Hause und in der Welt.“

### 青少年活動
国民同盟の青少年活動、すなわち平和活動に様々な国からの青少年が参加する。内容は墓地の手入れ、歴史関係の調査、そしてヨーロッパ統合を認識することである。また学校での平和活動は、担当教師と協力してテーマとして平和を取り扱う。
ワークキャンプはドイツ、西欧、東欧で行われ、12歳から26歳までの青少年が全欧から集い、戦争墓地や追悼施設の手入れや修繕に取り組む。参加者同士、また開催地の住民との交流により互いの偏見が解消される。
青少年交流及び教育施設 (Jugendbegegnungs- und Bildungsstätten, JBS) は4か所ある。ベルギーのロンメル、フランスのニーデルブロン＝レ＝バン、オランダのアイセルスタイン、ドイツのゴルム（ウーゼドム島のカミーンケ）である。
国民同盟の青少年活動は2014年にヴェストファーレン平和賞の青少年賞を授与された。

### 平和活動
- 戦争墓地維持のあらゆる機会に国際共同活動
- かつての敵との理解と和解（「墓地を介した和解」）
- 国民哀悼の日の開催、共催

## 支援者

### 新聞報道
新聞やインターネットでは、国民同盟、ワークキャンプ、墓地、行方不明者の履歴の解明、平和活動について報じられている。

### 寄付者
国民同盟の支出は約4,100万ユーロ（2013年時点）であり、その3分の2は会員、寄付者、遺産、募金によって賄われ、3分の1のみが連邦政府（戦争墓地）や連邦州（国内墓地維持）からである。

### 連邦軍と予備役軍人からの支援
連邦軍軍人と予備役軍人は、無償で街頭募金、戦争墓地での活動、ワークキャンプ参加者の輸送を支援している。

### ワークキャンプ
ワークキャンプ (Jugendlager) は、ドイツ、西欧、東欧で行われ、多くの国々から参加者が集い、ドイツの戦争墓地、他国の戦争墓地、強制収容所の追悼施設を青少年国際交流の意義のもと修繕している。この他に政治や歴史教育のセミナーが開催され、青少年グループリーダーが育成される。

## 自己像と外部への影響
国民同盟自体は「墓地を介した和解－平和のための活動 (Versöhnung über den Gräbern – Arbeit für den Frieden)」をモットーに活動しているが、ドイツの人々からは、常に「平和運動」の一部と認知されていたわけでは決してなかった。国民同盟の創設世代は、その大部分が第一次世界大戦の兵士であった。第二次世界大戦後、ナチスのプロパガンダの 一部として戦争準備に関わったという自らの過去と批判的に向き合うことが、ほとんどされてこなかった。加えて、国民同盟の綱領には、曖昧な「平和への戒め (Mahnung zum Frieden)」が残っているが、これは具体的な政治的要求を引き出すものではない。国民同盟は意識的に連邦軍だけではなく、数多くの国々の軍隊との関係を大切にしている。そして自発的に追悼施設の手入れを国際協力のもとに行うことで、とりわけ若い世代の国際協調のために貢献している。会員の平均年齢はやや高く、その多くは第二次世界大戦のいわゆる「戦争世代」に属している。批判的な立場から引き合いに出されることに、過去には旧ナチ党員やネオナチが、会員、それどころか職員として活動していたという事件が複数あった。しかし国民同盟の立場は、極右活動から距離を取るものである。例えば、この間に国民同盟に入会していたNPD所属の州議会議員が2007年に除名された。その理由としては、NPD党員であることは「国民同盟の目的と相いれない」ためであった。

## 国外の協力団体
両世界大戦での他国の戦争犠牲者に関するデータはインターネットからアクセス可能である。例えば、イギリス、フランス、また一部ではあるがアメリカの両世界大戦での戦死者に関するデータを閲覧できる。
アメリカ、イギリスでは、それぞれの戦争墓地団体が責任を負っている（コモンウェルス戦争墓地委員会、アメリカ戦闘記念碑委員会）、またフランスでは軍事省である。ロシアでは兵士追悼施設連盟 (Wojenyje Memorialy) が担当している。
オーストリア国家は、戦争墓地維持法 (Kriegsgräberfürsorgegesetz) と国家条約によって、オーストリアにある戦争墓地の維持管理について定めており、オーストリアの戦争墓地はオーストリア黒十字が維持管理するものとしている。ウィーン中央墓地内にある戦争墓は、引き続き国民同盟によって維持管理されている。
全世界にあるオランダの戦争墓地は、戦争墓地財団によって、捜索、維持管理が行われている。

## 参照
- 戦没者墓地一覧（ドイツ語版）
- 戦没者墓地